# 黑森-達姆施塔特的奧古斯塔·威廉明妮
黑森-達姆施塔特的奧古斯塔·威廉明妮（德語：Auguste Wilhelmine von Hessen-Darmstadt，1765年4月14日—1796年3月30日），茨魏布呂肯公爵夫人。

## 家庭
1785年，奧古斯塔·威廉明妮與茨魏布呂肯公爵卡爾二世·奧古斯特的弟弟馬克西米利安（即日後的巴伐利亞國王马克西米利安一世）結婚，兩人共有2子2女：
1. 路德維希（1786年—1868年），巴伐利亞國王
2. 奧古斯塔（1788年—1851年），洛伊希滕貝格公爵夫人
3. 卡羅琳·奧古斯塔（1792年—1873年），奧地利皇后
4. 卡爾·特奧多爾（1795年—1875年）